# Népal aux Jeux olympiques
Le Népal participe aux Jeux olympiques pour la première fois en 1964 puis envoie des athlètes à chaque jeux depuis 1972. Le pays participe aux Jeux d'hiver depuis 2002. 
Le pays n'a jamais remporté de médailles même si le taekwondoïste népalais Bidhan Lama a remporté une médaille de bronze aux Jeux olympiques d'été de 1988 à Séoul quand le taekwondo était un sport de démonstration.
Le Comité national olympique népalais a été créé en 1962 et a été reconnu par le Comité international olympique (CIO) l'année suivante.